# Dash Berlin
Dash Berlin è un progetto musicale olandese, di genere Trance, costituito nel 2006 a L'Aia da Eelke Kalberg e Sebastiaan Molijn, già conosciuti come Pronti & Kalmani e Dimorphic. I due hanno seguito il progetto Dash Berlin, nella parte di produzione e management, fino al giugno 2019 e poi nuovamente a partire dal marzo 2021.
L'immagine pubblica del gruppo è stata a lungo legata a quella dell'ex-frontman Jeffrey Sutorius, coinvolto nel ruolo di live DJ e co-produttore, dalla nascita del gruppo sino all'uscita da esso, avvenuta per volontà del management nel giugno 2018. Dall'aprile 2022, il ruolo di frontman è stato affidato a Ryan Fieret.
Tra il 2018 e il 2021, l'identità dei "Dash Berlin" è stata oggetto di un contenzioso legale sul possesso dei diritti del nome, avente contrapposti l'ex-frontman Sutorius da una parte e il management coi membri restanti del gruppo dall'altra. Nonostante la temporanea dipartita di Kalberg e Molijn e il ritorno di Sutorius all'utilizzo del nome "Dash Berlin" come proprio alias, la vittoria definitiva del contenzioso, da parte del vecchio management, ha imposto a Sutorius la restituzione di tutti i diritti sul nome e sulla discografia alla controparte, che ha quindi dato nuovo corso al progetto, col supporto dei produttori originali e di lì a poco, di un nuovo frontman.

## Formazione
Sin da prima dell'ideazione del progetto, Eelke Kalberg e Sebastiaan Molijn erano conosciuti da oltre dieci anni come alcuni tra i maggiori rappresentanti della scena dance internazionale, grazie ai successi prodotti e ai dischi di platino vinti coi lori progetti Alice DeeJay, Vengaboys, Candee Jay, Pronti & Kalmani e Dimorphic. Tra i singoli di maggior successo, vi furono Better Off Alone e Back in My Life, presenti nell'album Who Needs Guitars Anyway? di Alice DeeJay.
Jeffrey Sutorius nacque l'8 novembre 1979 a L'Aia, nei Paesi Bassi. Durante la frequentazione delle scuole superiori, divenne un grande fan della musica elettronica e nella tarda adolescenza riuscì a trovare un impiego in un negozio di dischi della città natale, diventando un fan e un collezionista di vinili di musica trance. Trovò l'ispirazione per produrre le sue prime tracce in pionieri del genere, come Sven Väth, Sander Kleinenberg e Oliver Lieb, cominciando poi a esibirsi nella scena underground musicale olandese, popolata dalla musica trance, jumpstyle e hardstyle.
Nel 2006, contestualmente al lancio del progetto, Kalberg e Molijn, che mantennero il ruolo di produzione in studio, scelsero Sutorius per rappresentare l'immagine pubblica del gruppo, affidandogli il ruolo di live DJ. Tale formazione rimase invariata per oltre un decennio.
Tuttavia, durante il 2018 Kalberg e Molijn decisero di estromettere Sutorius dal gruppo e per impedirgli di utilizzare il nome "Dash Berlin" registrarono il marchio. Di seguito alla vicenda, fu aperto un contenzioso legale sul possesso dei diritti del nome, avente contrapposti l'ormai ex-frontman Sutorius da una parte e il management coi membri restanti del gruppo dall'altra.
Nel mentre, Sutorius proseguì l'attività di DJ e produttore come solista, usando prevalentemente il proprio nome e una propria etichetta, la BODYWRMR. Durante la temporanea dipartita di Kalberg e Molijn, resa ufficiale il 21 giugno 2019, Sutorius riottenne i diritti sul nome del gruppo, che ebbe modo di legare alla propria attività solista, alle proprie pubblicazioni e alle proprie apparizioni pubbliche, utilizzandolo come nome d'arte. Stipulò quindi una collaborazione con l'etichetta Revealed Recordings di Hardwell, per la pubblicazione dei singoli propri e, su licenza, della propria etichetta.
Nello stesso periodo, Kalberg avviò una collaborazione con Jesse Draak, del duo Syzz, per la produzione dei progetti musicali Main Circus e Avian Grays, distribuiti da Armada Music, precedente etichetta di pubblicazione dei Dash Berlin. Sia a Kalberg che Molijn è accreditata la scrittura del singolo Save Me del 2020, pubblicato da Avian Grays, in collaborazione con Bruno Martini, TRIXL e Mayra, in quanto contenente campionamenti del singolo Better Off Alone di Alice DeeJay.
Nel 2021, la vittoria definitiva del contenzioso, da parte di Kalberg e Molijn, ha imposto a Sutorius la restituzione al vecchio management del nome "Dash Berlin", dei profili social e di tutti i diritti sulla discografia. Ha mantenuto i diritti sulle pubblicazioni proprie, dove "Dash Berlin" era usato come alias, trovandosi tuttavia obbligato a rieditarle per sostituire l'alias col proprio nome. Allo stesso modo, tutte le pubblicazioni dei Dash Berlin antecedenti, che riportassero i crediti o i ritratti di Sutorius, sono state ripubblicate in toto, per rimuovere qualsiasi riferimento all'ex-frontman.
Dall'aprile 2022, il ruolo di frontman è stato affidato a Ryan Fieret, al tempo il secondo del duo Syzz, già coinvolto dai Dash Berlin per le produzioni nel 2015 di This Is Who We Are (collaborazione tra Dash Berlin e Syzz) e nel 2019 di Locked Out of Heaven, cover dell'omonimo singolo di Bruno Mars. Fieret risulta inoltre presente nei crediti degli Avian Grays di Kalberg per le produzioni dei singoli Something Real, in collaborazione con Armin van Buuren, e Nobody, pubblicato come collaborazione tra Avian Grays e Syzz.
| DJ          | 2010 | 2011 | 2012 | 2013 | 2014 | 2015 | 2016 | 2017 |
| ----------- | ---- | ---- | ---- | ---- | ---- | ---- | ---- | ---- |
| Dash Berlin | 15   | 8    | 7    | 10   | 14   | 15   | 17   | 20   |

## Biografia
Il noto DJ e produttore Armin Van Buuren contribuirà alla loro popolarità inserendo tra le tracce della compilation "Universal Religion Chapter 3" del 2008, il "dub mix" del singolo di debutto dei Dash Berlin, "Till the sky falls down".

### The New Daylight (2009)
In seguito al grande successo ottenuto, nel 2009 Armin Van Buuren ha messo sotto contratto i Dash Berlin con la casa discografica Armada, che pubblicherà l'album di debutto "The New Daylight" contenente il "vocal mix" della sopraccitata "Till the sky falls down", "Never cry again", "Janeiro" in collaborazione con Solid Sessions, "Waiting", in collaborazione con Emma Hewitt e la celeberrima "Man on the run", composta insieme a Cerf, Mitiska & Jaren. Seguirà un tour in Australia per il 2010. Il disco è stato pubblicato il 5 ottobre 2009.
1. Till the Sky Falls Down 	 5:57
2. Man on the Run 	 6:24
3. Wired (feat. Susana) 	 6:30
4. Waiting (feat. Emma Hewitt) 	 9:29
5. Never Cry Again 	 6:29
6. To Be the One (feat. Idaho) 	 6:53
7. End of Silence 	 5:09
8. The Night Time 	 6:10
9. Renegade (feat. DJ Remy) 	 4:22
10. Janeiro 	 6:52
11. Feel U Here 	 6:38
12. The New Daylight 	 5:42
13. Surround Me 	 4:07
14. Believe In You (feat. Sarah Howells) 	 4:39

Il 2010 è l'anno della consacrazione dei Dash Berlin: viene pubblicata la loro prima compilation: "United Destination". Nello stesso tempo, i Dash Berlin irrompono sulla scena del remix mondiale, con tracce come "A&E" del gruppo britannico Morning Parade e "Peace" dei Depeche Mode. Il risultato più importante dell'anno arriva con la classifica di Dj Mag del 2010, dove raggiungono, all'esordio, la 15ª posizione.
L'anno successivo rientrano nella Top 10 della classifica 2011 di Dj Mag, centrando l'ottava posizione.

### #musicislife (2012)
Il 16 marzo 2012, tramite il suo profilo Facebook, Dash Berlin annuncia il suo nuovo album, che vedrà la luce nel giro di sei settimane.
Nel corso del suo tour in giro per il mondo, facendo tappa dagli Stati Uniti all'Europa, suona uno dei brani, compreso poi nel nuovo album: il singolo si chiama Go it Alone e vede la partecipazione di Sarah Howells.
Nei giorni seguenti, sempre tramite Facebook annuncia, sempre per il suo album, la presenza e partecipazione del Dj di origine Cinese, Shogun.
Il 21 marzo, presenta così il titolo del nuovo album: Music is life, uscito il 27 aprile.
L'album vedrà anche la presenza della cantante Australiana, Emma Hewitt: notizia data da Armin Van Buuren, durante il concerto proprio di Dash Berlin a Miami del 25 marzo, dell'ASOT 550, dove lo stesso Van Buuren annuncia il featuring con Emma.
A due settimane dal lancio, viene così annunciata la tracklist ufficiale:
1. "Better Half Of Me" (featuring Jonathan Mendelsohn) 	6:51
2. "Disarm Yourself" (featuring Emma Hewitt) 	6:30
3. "Silence In Your Heart" (featuring Chris Madin) 	3:18
4. "Apollo Road" (with ATB) 	6:55
5. "Go It Alone" (featuring Sarah Howells) 	4:40
6. "Like Spinning Plates" (featuring Emma Hewitt) 	6:33
7. "When You Were Around" (featuring Kate Walsh) 	5:24
8. "Fool For Life" (featuring Chris Madin) 	5:24
9. "Callisto" (featuring Shogun) 	4:50
10. "World Falls Apart" (featuring Jonathan Mendelsohn) 	5:25
11. "Surrender" (featuring Shanokee) 	4:36
12. "Aviation" (featuring Hoyaa) 	5:06
13. "Man On The Skyfire" (featuring Cerf, Mitiska & Jaren vs Shogun ) 	4:42

Il 23 agosto 2013 esce la deluxe edition dell'album, con due brani inediti: Steal You Away (feat. Jonathan Mendelsohn) e Jar of Hearts (feat. Christina Novelli). E qui Dash Berlin rimane nella top 10 dei dj migliori al mondo, centrando la decima posizione.

### We Are (Part 1) (2014)
Il 29 agosto 2014 esce la prima parte dell'album "We Are".
1. "Here Tonight" (featuring Jay Cosmic, Collin McLoughlin) 	4:02
2. "Underneath the Sky" (featuring Rigby) 	4:06
3. "Never Let You Go" (featuring John Dahlbäck, Bully Songs) 	4:18
4. "People of the Night" (featuring Disfunktion, Chris Arnott) 	4:02
5. "Somehow" (featuring 3LAU, Bright Lights) 	3:42
6. "Earth Meets Water" (featuring Rigby) 	3:09
7. "Leave it All Behind" (featuring Syzz, Adam Jensen) 	3:56
8. "Shelter" (featuring Roxanne Emery) 	2:50

### We Are (Part 2) (2017)
Il 24 marzo 2017 esce la seconda parte dell'album "We Are".
1. "With You" (featuring Matt Simons) 	3:08
2. "Gold" (featuring Dbstf, Jake Reese, Waka Flocka) 	3:29
3. "Heaven" (featuring Do) 	3:18
4. "Without The Sun" (featuring Luca Perra) 	3:02
5. "Save Myself" (featuring Dbstf, Josie Nelson) 	3:15
6. "Coming Home" (featuring Bo Bruce) 	3:14
7. "Yesterday Is Gone" (featuring DubVision, Jonny Rose) 	2:52
8. "Listen To Your Heart" (featuring Christina Novelli) 	3:14
9. "This Is Who We Are" (featuring Syzz) 	3:07
10. "I Take Care" (featuring BCX) 	2:53

## Discografia

### Album
- 2009 "The New Daylight" (Armada)
- 2010 "The New Daylight: The Remixes" (Armada)
- 2012 "#musicislife" (Armada)
- 2013 "#musicislife (#deluxe)"
- 2014 "We Are (Part 1)"
- 2017 "We Are (Part 2)"

### Compilation
- 2010 "United Destination 2010"
- 2011 "United Destination 2011"
- 2012 "United Destination 2012"

### Singoli
- 2007 Dash Berlin - "Till The Sky Falls Down"
- 2009 Dash Berlin Feat. Emma Hewitt - "Waiting"
- 2009 Dash Berlin Feat. Idaho - "To Be The One"
- 2009 Dash Berlin Feat. Rowald Steyn & Nina Deli - "End Of Silence"
- 2009 Dash Berlin Feat. Sarah Howells & Secede - "Believe In You"
- 2009 Dash Berlin Feat. Susana - "Wired"
- 2009 Dash Berlin With Cerf & Mitiska & Jaren - "Man On The Run"
- 2010 Dash Berlin - "Never Cry Again"
- 2010 Dash Berlin Feat. Solid Sessions - "Janeiro"
- 2011 ATB & Dash Berlin - "Apollo Road"
- 2011 Dash Berlin - "Earth Hour"
- 2011 Dash Berlin Feat. Emma Hewitt - "Disarm Yourself"
- 2011 Dash Berlin Feat. Jonathan Mendelsohn - "Better Half Of Me"
- 2011 Dash Berlin Feat. Jonathan Mendelsohn - "World Falls Apart"
- 2012 Dash Berlin Featuring Sarah Howells - "Go It Alone"
- 2012 Dash Berlin Featuring Band of Horses - "The Funeral"
- 2012 Dash Berlin Featuring Tupac - "California Love" (Remix)
- 2012 Dash Berlin Featuring Chris Madin - "Silence in Your Heart"
- 2012 Dash Berlin Featuring Emma Hewitt - "Like Spinning Plates"
- 2012 Dash Berlin Featuring Kate Walsh - "When You Were Around"
- 2013 Dash Berlin Featuring Chris Madin - "Fool for Life"
- 2013 Dash Berlin With Alexander Popov Featuring Jonathan Mendelsohn - "Steal You Away"
- 2013 Dash Berlin Featuring Christina Novelli - "Jar of Hearts"
- 2014 Dash Berlin Featuring Carita La Nina - "Dragonfly"
- 2014 Dash Berlin Featuring Rigby - "Earth Meets Water"
- 2014 Dash Berlin With Jay Cosmic Featuring Collin McLoughlin - "Here Tonight"
- 2014 Dash Berlin With 3LAU Featuring Bright Lights - "Somehow"
- 2014 Dash Berlin Featuring Roxanne Emery - "Shelter"
- 2015 Dash Berlin With John Dahlbäck Featuring BullySongs - "Never Let You Go"
- 2015 Dash Berlin With Syzz - "This Is Who We Are"
- 2015 Dash Berlin Featuring Christon - "Underneath the Sky"
- 2015 Dash Berlin With DubVision Featuring Jonny Rose - "Yesterday Is Gone"
- 2015 Dash Berlin vs. Clément Bcx - "I Take Care"
- 2016 Dash Berlin With DBSTF Featuring Jake Reese, Waka Flocka and DJ Whoo Kid - "Gold"
- 2016 Dash Berlin With Luca Perra - "Without the Sun"
- 2016 Dash Berlin Featuring Do - "Heaven"
- 2017 Dash Berlin Featuring Christina Novelli - "Listen to Your Heart"
- 2018 Dash Berlin with DBSTF featuring Josie Nelson - "Save Myself"
- 2019 Dash Berlin featuring Jonathan Mendelsohn - "Locked Out of Heaven"
- 2020: Wild At Heart
- 2020: New Dawn (feat. Haliene)
- 2020: Lighting The Bridge (feat. Roxanne Emery)
- 2020: Keep Me Close (con Timmo Hendriks)
- 2020: See In The Dark (feat. Gid Sedgwick)
- 2020: No Regrets (con Jordan Grace)
- 2020: Skies (con Blackcode feat. Charlie Miller)
- 2020: Souls Of The Ocean

### Remix
- 2008 Cerf, Mitiska & Jaren - "You Never Said" (Dash Berlin Remix)
- 2009 Dash Berlin Feat. Emma Hewitt - "Waiting" (Dash Berlin 4AM Mix)
- 2009 Dash Berlin con Cerf, Mitiska & Jaren - "Man On The Run" (Dash Berlin 4AM Remix)
- 2009 Depeche Mode - "Peace" (Dash Berlin Remix)
- 2009 Medina - "You & I" (Dash Berlin Remix)
- 2010 Armin van Buuren vs. Sophie Ellis-Bextor - "Not Giving Up On Love" (Dash Berlin 4AM Mix)
- 2010 Dash Berlin Feat. Susana - "Wired" (Dash Berlin 4AM Mix)
- 2011 Dash Berlin Feat. Emma Hewitt - Disarm Yourself (Dash Berlin 4AM Mix)
- 2011 Filo & Peri Feat. Audrey Gallagher – This Night (Dash Berlin Remix)
- 2011 First State Feat. Sarah Howells - "Reverie" (Dash Berlin Remix)
- 2011 Morning Parade - "A&E" (Dash Berlin Remix)
- 2011 Lange presents Firewall - "Touched" (Dash Berlin, 'Sense Of Touch' Remix)
- 2011 Dash Berlin - Till The Sky Falls Down (Dash Berlin 4AM Mix)
- 2020: Sam Feldt feat. Sigma & Gia Koka - 2 Hearts (Dash Berlin Remix)
- 2020: Nicky Romero - Stay (Dash Berlin Remix)
- 2020: Steve Aoki - Closer To God (Dash Berlin Remix)